# Boudu
Cet article possède un paronyme, voir Boudu sauvé des eaux (homonymie).
Pour plus de détails, voir Fiche technique et Distribution.
Boudu est un film français réalisé par Gérard Jugnot sorti en 2005. C'est une reprise de Boudu sauvé des eaux, film de Jean Renoir de 1932, avec Michel Simon.

## Synopsis
Alors qu'il flirtait avec son assistante au bord du canal à Aix-en-Provence, Christian Lespinglet (Gérard Jugnot), marchand de tableaux de son état et néanmoins surendetté, sauve la vie d’un SDF (Gérard Depardieu) qui tentait de se noyer. Recueilli par Lespinglet et sa femme, dont la vie se montrait plutôt monotone, il se montre bien vite encombrant et perturbe leur vie.

## Fiche technique
- Titre : Boudu
- Réalisation : Gérard Jugnot
- Assistant réalisateur : 1) Hervé Ruet
- Scénario : Philippe Lopes-Curval et Gérard Jugnot librement inspiré de la pièce de théâtre en quatre actes "Boudu sauvé des eaux" de René Fauchois créée au Théâtre des Célestins de Lyon le 14 juillet 1919.
- Dialogues : Philippe Lopes Curval
- Photographie : Gérard Simon A.F.C.
- Musique originale : Florain Toutut
- Superviseur musical : Edouard Dubois
- Montage : Catherine Kelber
- Décors : Jean-Louis Povéda
- Costumes : Martine Rapin
- Ingénieur du son : Michel Kharat
- Casting : Françoise Ménidrey
- Producteurs : Jean-Pierre Guérin et Gérard Jugnot
- Directeur de production : Claude Parnet
- Sociétés de production : GMT Productions & Novo Arturo Films
- Société de distribution : Pathé Distribution
- Pays :  France
- Langue : français
- Format : couleur - 35 mm - Dolby SRD - 2,35:1
- Genre : comédie
- Durée : 104 minutes
- Date de sortie : 
  - France : 9 mars 2005

## Distribution
- Gérard Depardieu : Boudu
- Gérard Jugnot : Christian Lespinglet
- Catherine Frot : Yseult Lespinglet
- Jean-Paul Rouve : Hubert, l'artiste
- Serge Riaboukine : Géronimo, l'ancien ami de Boudu
- Constance Dollé : Coralie
- Hubert Saint-Macary : Bob
- Bonnafet Tarbouriech : Perez
- Dominique Ratonnat : Le médecin
- Philippe du Janerand : L'amateur d'art
- Mohamed Metina : L'épicier
- Jean-Pierre Foucault : Lui-même
- Frédéric Restagno : Pompier 1
- Marc Pistolesi : Pompier 2
- Agnès Régolo : La mère de Coralie
- Didier Lafaye : Le père de Coralie
- Christiane Conil : La cliente au marché
- Gérard Dubouche : Le poissonnier
- Aïssa Busetta : Le visiteur de la galerie d’art
- Paul Fructus : Le forain stand de tir
- Richard Guedj : Le père du gosse fête foraine
- Vincent Audat : L'employé fourrière
- Gérard Tisserand : Le marinier
- Luc Palun : Le fromager
- Pierre Haudebourg : Le visiteur galerie
- Véronique Balme : La serveuse restaurant
- Léo Pascal : Petit garçon à la barbe à papa (non crédité)

## Analyse du film
Boudu est une nouvelle version, plutôt qu'une reprise, du film de Jean Renoir Boudu sauvé des eaux de 1932 avec Michel Simon, qui dépeint la société contemporaine sur fond de précarité.
Il s'agit du 10e film du réalisateur Gérard Jugnot qui vient alors de remporter un grand succès comme acteur du film Les choristes et dont le dernier film comme réalisateur est Monsieur Batignole.
Gérard Jugnot campe un rôle de personnage méchant au cœur tendre tandis que Catherine Frot incarne un nouveau rôle d’épouse quelque peu dérangée. Gérard Depardieu de son côté incarne d'une façon inspirée le rôle d'un personnage grossier, fondamentalement libre refusant toute attache. Il avait déjà fait partie des interprètes de la pièce Boudu sauvé des eaux, mise en scène par Jean-Laurent Cochet en décembre 1967.
Comme toute comédie de ce genre, le film répond à une morale dont la profession de foi serait : « Aimez-vous les uns les autres comme je vous ai aimé ».
Le comédien Yves Belluardo devait interpréter le rôle de Boudu, mais GMT productions préféra finalement engager Gérard Depardieu, car Yves Belluardo n'était pas très connu. Il avait par le passé fait de la figuration, ou tenu de petits rôles dans des films de Gérard Jugnot[réf. nécessaire].
Une incohérence s'est glissée à la 44e minute du film, où l'on voit Boudu lire un journal au dos duquel on peut lire Jean-Paul II fête ses 85 ans. Or, Jean-Paul II est mort à 84 ans. Ce faux article a donc été créé de toutes pièces par l'équipe du film.